# دنیس موچان
دنیس موچان (انگلیسی: Dennis Mochan؛ زادهٔ ۱۲ دسامبر ۱۹۳۵) بازیکن فوتبال اهل بریتانیا است.
از باشگاه‌هایی که در آن بازی کرده است می‌توان به باشگاه فوتبال کولچستر یونایتد، باشگاه فوتبال ریت روورز، و باشگاه فوتبال ناتینگهام فارست اشاره کرد.